# Montseron
Montseron ist eine französische Gemeinde mit 103 Einwohnern (Stand 1. Januar 2022) im Département Ariège in der Region Okzitanien. Sie gehört zum Kanton Couserans Est und zum Arrondissement Saint-Girons.
Nachbargemeinden sind Clermont im Nordwesten, Le Mas-d’Azil im Norden, Durban-sur-Arize im Osten, Castelnau-Durban im Süden und Rimont im Südwesten.

## Bevölkerungsentwicklung
| Jahr      | 1962 | 1968 | 1975 | 1982 | 1990 | 1999 | 2008 | 2015 |
| --------- | ---- | ---- | ---- | ---- | ---- | ---- | ---- | ---- |
| Einwohner | 113  | 105  | 84   | 85   | 71   | 66   | 83   | 86   |